# Jorge Baca Luna
Jorge Elías Baca Luna (Chimbote, 7 de agosto de 1941 - Nuevo Chimbote, 9 de abril del 2023) fue un médico, ginecólogo y político peruano. Fue diputado por Áncash desde julio de 1985 hasta abril de 1992.

## Biografía
Jorge Baca nació en la ciudad de Chimbote, ubicado en la provincia de Santa del departamento de Áncash, el 7 de agosto de 1941.
Se trasladó a Argentina y estudió la carrera de Medicina humana en la facultad de la Universidad Nacional de La Plata, iniciando sus estudios universitario en 1960 y culminando en 1968. Posteriormente regresó al Perú y luego postuló a la Universidad San Pedro en su natal Chimbote en 1996 para estudiar una maestría en Educación Superior, finalizando en 1999.
Como médico, laboró en el Ministerio de Salud desde febrero de 1970 hasta junio de 1985. Fue también docente en la Universidad San Pedro de 1993 hasta el año 2000.
En agosto del 2011, Jorge Baca fue designado por el gobierno de Ollanta Humala como nuevo presidente de EsSalud de la región Áncash.

## Trayectoria política
Jorge Baca incursiona en el ámbito político como miembro de la Unidad Democrático Popular conformada por políticos izquierdistas, entre ellos Javier Diez Canseco y Edmundo Murrugarra. Luego Baca postuló a la Asamblea Constituyente de 1978 sin éxito y de igual manera en su candidatura a la Cámara de Diputados en 1980.

### Diputado por Áncash
En el año 1980 fue cofundador y militante del Partido Unificado Mariateguista, donde luego en 1981 deciden formar parte de la coalición Izquierda Unida liderada por Alfonso Barrantes para postular a la presidencia de la república en las elecciones presidenciales del año 1985. Jorge Baca decide postular nuevamente a la Cámara de Diputados representando a su natal Áncash y finalmente logró ser elegido diputado con 14,348, siendo juramentado para el periodo parlamentario 1985-1990.
Dentro de su primera gestión formó parte de la oposición al primer gobierno de Alan García y fue uno de los firmantes de la moción de amnistía para personas supuestamente vinculadas con el terrorismo. Tras culminar su labor congresal, Baca postuló a la reelección en las elecciones del año 1990 y fue reelegido con 4,292 votos para el periodo 1990-1995. Sin embargo, su cargo como diputado fue disuelto el 5 de abril de 1992 tras el autogolpe de estado decretado por Alberto Fujimori, donde fue opositor al régimen fujimorista junto con los demás parlamentarios disueltos.
Jorge Baca volvió a postular al Congreso de la República en el año 1995 donde no resultó elegido. En 1998 postuló a la alcaldía de la provincia de Santa y en 2001 postuló nuevamente como congresista por el partido Unión por el Perú.
En julio del 2004, fundó junto con Javier Diez Canseco el Partido Socialista con miras a las elecciones generales del 2006. En 2010 volvió a postular a la alcaldía de la provincia de Santa por el Movimiento Nueva Izquierda, siendo ésta su última participación en la política.

## Fallecimiento
El 9 de abril del 2023, Jorge Baca Luna falleció a los 81 años en Nuevo Chimbote tras padecer de una hemorragia cerebral. Sus restos fueron velados en la Parroquia Sagrado Corazón de Jesús, ubicado en el distrito de Nuevo Chimbote.